# Hieronim Łaski
Hieronim Łaski (również: Jarosz Łaski, właśc.: Hieronim (Jarosław) Łaski) herbu Korab (27 września 1496, zm. 22 grudnia 1541) – polski  dyplomata na usługach królów Polski, Węgier i Habsburgów, wojewoda sieradzki, wojewoda siedmiogrodzki, żupan spiski, ban Chorwacji , kawaler maltański (w zakonie po 1520 roku), nominat na komandorię poznańską.

## Pochodzenie i młodość
Syn z drugiego małżeństwa wojewody łęczyckiego i sieradzkiego, Jarosława Łaskiego z Zuzanną z Bąkowej Góry – Bąk herbu Zadora , brat dyplomaty Stanisława i reformatora Jana. Bratanek prymasa Jana Łaskiego.
W roku 1513 towarzyszył stryjowi w wyprawie na Sobór laterański V, po czym został we Włoszech do roku 1517 studiując w tym czasie na Uniwersytecie bolońskim, a następnie odbył pielgrzymkę do Jerozolimy.

## Kariera w Polsce
W roku 1519 powrócił do Polski, w 1520 objął stanowisko krajczego wielkiego koronnego i w tym samym roku otrzymał mandat na poselstwo do Franciszka I i Karola V, które jednak nie doszło do skutku. W 1521 roku został wojewodą sieradzkim. W 1524 przewodził polskiemu poselstwu do Francji, jego efektem był traktat przewidujący małżeństwa: syna Franciszka z jedną z córek Zygmunta Starego oraz Zygmunta Augusta z jedną z córek Franciszka, a także polskie posiłki dla Francji w wyprawie przeciwko Cesarstwu na Mediolan (żadne z postanowień traktatu nie zostało zrealizowane).

## W służbie węgierskiej
W roku 1527 Hieronim wykonał szereg misji dyplomatycznych w imieniu Króla Węgier Jana Zápolyi (walczącego o koronę z Ferdynandem I Habsburgiem), odwiedził Bawarię, Francję, Anglię i Danię usiłując zbudować koalicję antyhabsburską. Na początku roku 1528 udał się, znowu z ramienia Zápolyi, do Konstantynopola, gdzie 29 lutego zawarł przymierze węgiersko-tureckie. Mimo braku pełnomocnictw deklarował również udział Polski w tym przymierzu, obiecując m.in. posiłki dla Zápolyi, oraz przedłużając o 10 lat kończący się właśnie rozejm z Turcją. Łaski starał się o uznanie jego działań przez Sejm, co jednak zostało zignorowane (do Turcji wysłano poselstwo z Tęczyńskim na czele z misją przedłużenia rozejmu, jednak tylko na 5 lat). W tym samym roku organizował przemarsz zaciężnych niemieckich przez Śląsk i Polskę na Węgry.
30 września 1528 roku, na dworze hetmana Jana Tarnowskiego, król Zapolya nadał Łaskiemu godność żupana komitatu spiskiego, a na własność Kieżmark i Niedzicę (stąd tytuł hrabiego spiskiego, barona na Kieżmarku).
Na przełomie 1530 i 1531 roku doprowadził do rocznego rozejmu między Zápolyą a Ferdynandem. Od tego czasu utrzymywał coraz bliższe kontakty z przedstawicielami Ferdynanda. W 1532 przewodził węgierskiemu poselstwu we Francji (odznaczony tam został przez króla Orderem św. Michała). W 1533 roku ponownie jechał do Konstantynopola, gdzie skutecznie blokował habsbursko-tureckie rozmowy pokojowe.

## W służbie Ferdynanda I
31 sierpnia 1534 został aresztowany, na rozkaz Zápolyi, pod zarzutem potajemnych układów z Ferdynandem. Odzyskał wolność w grudniu tego roku po interwencji Jana Tarnowskiego, po czym przeszedł na służbę Ferdynanda. W jego imieniu odbywał poselstwo do Polski (1535), oraz do Turcji (1540). Po powrocie z tego ostatniego umarł w Krakowie.